# Elymnias laisides
Elymnias laisides är en fjärilsart som beskrevs av De Niceville 1896. Elymnias laisides ingår i släktet Elymnias och familjen praktfjärilar. Inga underarter finns listade i Catalogue of Life.